# Bahía Vizcaína

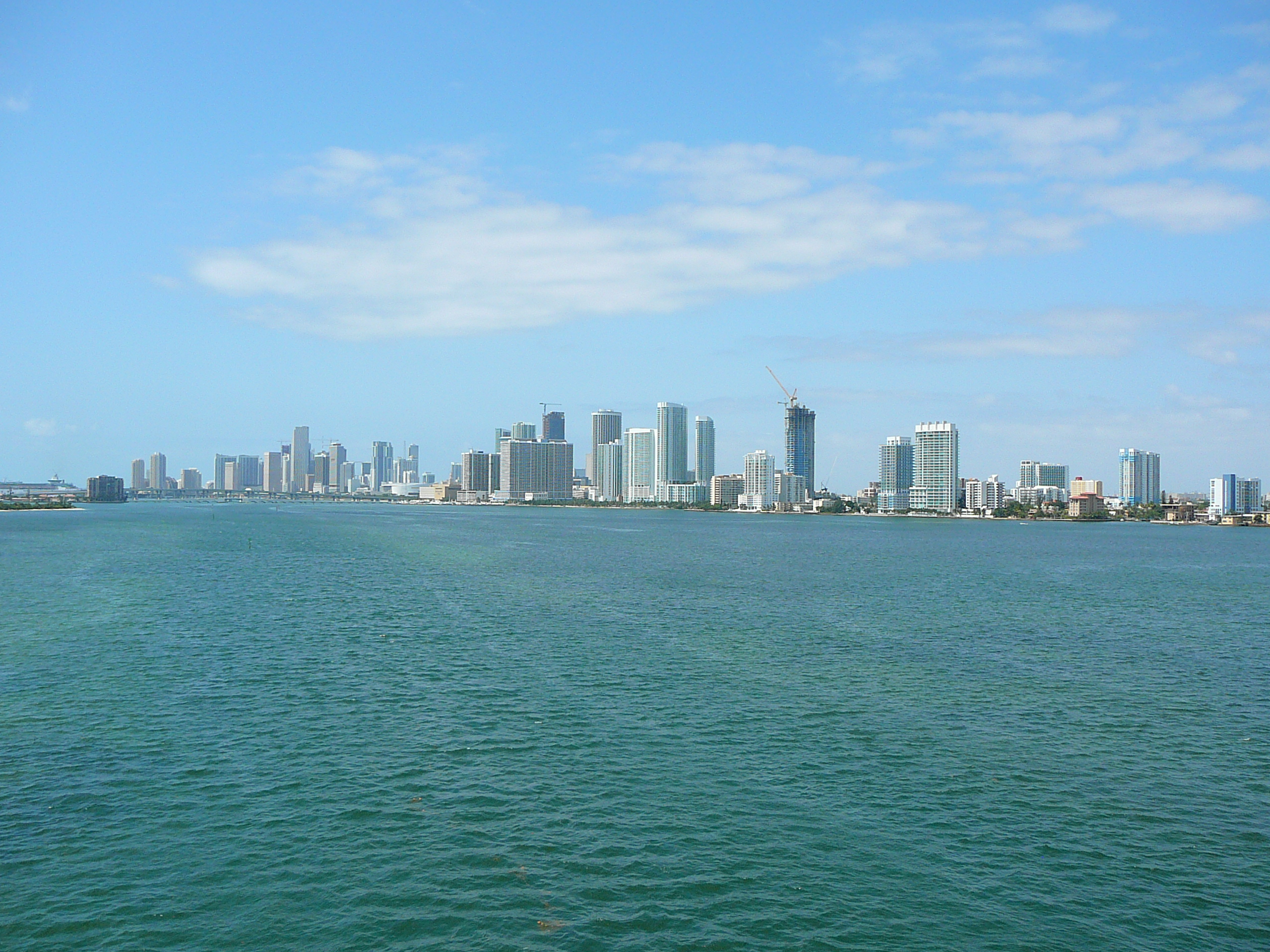
Vista de la parte norte de la bahía Vizcaína desde la carretera Interestatal 195 (I-195) en mayo de 2008. Al fondo, se ven los edificios del centro de Miami.

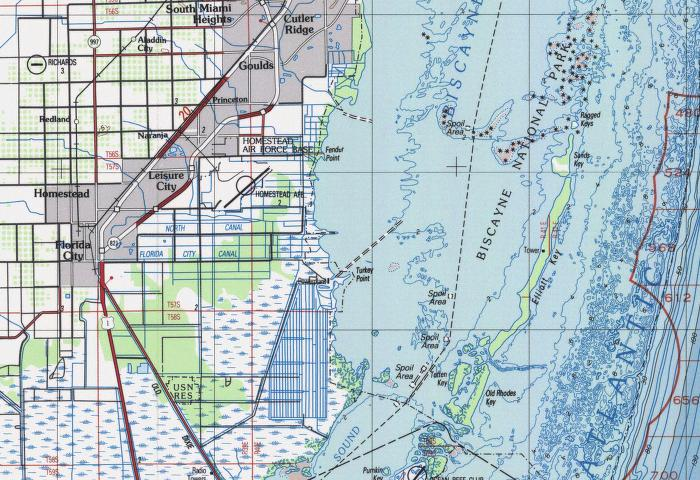
La parte sur de la bahía Vizcaína alberga la mayor parte del parque nacional Biscayne.

La bahía Vizcaína (en inglés: Biscayne Bay) es una laguna tropical de 56 km de longitud y 13 km de anchura, situada en la costa atlántica del sur de Florida. Está dividida en tres partes: bahía norte, central y sur. La parte norte es la más poblada y en ella se encuentran las ciudades de Miami y Miami Beach. En el centro y sur se halla el parque nacional Biscayne, creado en 1980. La bahía es el lugar donde desemboca el río Miami.

Bahía Vizcaína en Miami.

## Etimología
Hernando de Escalante Fontaneda relató en el siglo XVI que un marinero del Golfo de Vizcaya llamado Viscayno o Biscayno había vivido en la costa este inferior de Florida durante un tiempo después de naufragar, y un mapa del siglo XVII muestra un Cayo de Biscainhos, el probable origen del nombre de Key Biscayne.  La laguna se conocía como "Key Biscayne Bay" en el siglo XIX, y finalmente se redujo a "Biscayne Bay" a fines del siglo XIX.

## Otros nombres
La laguna ha sido conocida por varios nombres.  Juan Ponce de León la llamó Chequescha en 1513 y Pedro Menéndez de Avilés la llamó Tequesta en 1565. Esos nombres son variantes ortográficas de "Tequesta", el nombre de la gente que vivía alrededor de la laguna en ese momento.  Los británicos, durante su ocupación de Florida, llamaron a la laguna "Cape River", "Dartmouth Sound", y "Sandwich gulph".